# Októzy
Októza (dříve běžně oktosa) je obecný název monosacharidů, jejichž základ sestává z osmičlenných heterocyklů s jedním heteroatomem kyslíku.
Polotriviální název októza vznikl z řecké číslovky osm (októ) a z přípony charakteristické pro sacharidy -óza.
Dělí se podle druhu karbonylové funkční skupiny na aldooktózy (odvozené od aldehydů) a ketooktózy (odvozené od ketonů), přičemž obě obsahují chirální atom uhlíku, který způsobuje optickou aktivitu látky.